# Nyhedsavisen
Nyhedsavisen (2006-08) var en landsdækkende husstandsomdelt gratisavis, der blev udgivet af 365 Media Scandinavia A/S. Avisen blev leveret i Storkøbenhavn, Roskilde, Odense og Århus. Desuden kunne den hentes på trafikknudepunkter som f.eks. banegårde og rutebilstationer samt på udvalgte posthuse. Derudover var avisen også tilgængelig på offentlige institutioner som gymnasier og handelsskoler.
Nyhedsavisen ejede også DNY.

## Ejerforhold
365 Media Scandinavia er et datterselskab af det islandske medieselskab Dagsbrun der bl.a. udgiver aviser og magasiner. I januar 2008 blev den danske IT-investor Morten Lund hovedaktionær, da han købte 51 procent af aktierne i Dagsbrun. Med købet blev den hidtidige hovedaktionær Baugur Group således reduceret til den næststørste aktionær. I Danmark er Baugur kendt for bl.a. at have overtaget stormagasinerne Magasin og Illum og elektronikkæden Merlin A/S.

## Historie

### Baggrund
I marts 2006 blev 365 Media Scandinavia stiftet som aktieselskab i Danmark, og hurtigt derefter blev Svenn Dam, David Trads og Morten Nissen Nielsen ansat som henholdsvis direktør for 365 Media, chefredaktør for avisen og adm. direktør for avisen.
Der var siden lanceringen af planerne i starten af 2006 om den gratis avis, mange eksperter der havde spået, at selskabet bag ville få store problemer med at få omdelt og trykt de mange aviser. Men i sommeren 2006 faldt avisens planer på plads; de lavede et fælles selskab sammen med Post Danmark, der skulle sørge for at få delt de forventede 750.000 aviser ud til læserne. Derudover blev der i juli 2006 indgået aftaler med fire avistrykkerier over hele landet, der skulle sørge for at avisens ord og billeder kom på papir.
Avisens indledende opgaver begyndte i dens hovedkontor hos Baugur Group i Snaregade i det indre København, men i sommeren 2006 tog de deres nye hovedkontor på 2.200 m² i brug på Holmen i København.

### Målsætning
På avisens egen blog den 21. august 2006 opstillede tidl. chefredaktør David Trads tre mål for avisen "inden året er omme":
- Nyhedsavisen vil være Danmarks klart mest læste papiravis
- Avisen.dk vil være blandt landets fem mest læste websites
- Nyhedsavisens journalister vil være i spil til Cavlingprisen

Ifølge en undersøgelse foretaget af meningsmålingsinstituttet TNS Gallup havde Nyhedsavisen i januar måned 2008 604.000 læsere, hvilket for første gang gjorde Nyhedsavisen til den mest læste avis i Danmark.
Ved FDIM’s måling af danskernes internetbrug fra 2008 lå Avisen.dk på en 217.-plads over de sites, som flest danskere har besøgt i januar 2008 – og på en 16.-plads blandt mediesites, dvs. netsteder tilhørende bladhuse, tv-stationer m.fl.
Blandt de 18 nominerede til Cavlingprisen 2006 var der ingen fra Nyhedsavisen. Avisen har dog stået for en del opsigtsvækkende historier, bl.a. i forbindelse med dokumentarfilmen Den hemmelige krig.
Nyhedsavisens journalistiske ledelse bestod i begyndelsen af chefredaktør David Trads samt redaktionscheferne Kasper Haugaard, Simon Andersen og Kristoffer Gravgaard. De havde udviklet et koncept for Nyhedsavisens journalistik, som skulle gøre op med indholdet i de gamle dagblade.
De fire ledere mente, at de gamle dagblade havde et forkert miks af historier, fordi alt for mange af deres artikler baserede sig på det politiske system. Derfor blev det et mål for Nyhedsavisen, at maksimalt halvdelen af avisen måtte bestå af historier fra magtens verden, som de fire ledere døbte det.
Resten af avisen skulle rumme historier fra to andre verdener: Det ukendtes verden, som dækkede over historier om for eksempel ny videnskab, samt vores liv, der dækkede over for eksempel historier om familieliv. Formålet var at gøre avisen mere nærværende for læserne. 

### Reaktion fra andre dagblade
Der var ikke mange i den danske mediebranche, der spåede den nye avis de store overlevelseschancer, men da de store dagblade i Danmark fornemmede, at islændingene lagde alvor bag deres ord, blev der foranstaltet modtræk i den danske avisverden. JP/Politikens Hus, der udgiver Ekstra Bladet, Politiken og Jyllands-Posten, fik hurtigt udviklet planer for deres eget modtræk, der skulle vise sig at tage form af en anden gratisavis i de danske brevsprækker. Den fik navnet 24timer og udkom første gang 17. august 2006. Det Berlingske Officin lancerede en lignende udgivelse under navnet dato, der udkom første gang dagen før 24timer.

### Distributionsproblemer
Nyhedsavisens lancering var dog ikke uden problemer. Fagforbundet 3F varslede strejke mod selskabets distributionsnet, Dansk Journalistforbund havde problemer med at få en overenskomst for journalister og fotografer på plads, og flere virksomheder og brancheforeninger klagede til Konkurrencestyrelsen over samarbejdet med Post Danmark.
Kort tid før første udgivelse afgjorde Konkurrencestyrelsen, at det var tilladt for Nyhedsavisen at arbejde sammen med Post Danmark om distributionen som planlagt. Oven i købet var det på grund af den lave ledighed i Danmark svært at skaffe bude, og det førte til store distributionsproblemer og dermed langt færre potentielle læsere for Nyhedsavisen ved lanceringen end forventet.
Datoen for, hvornår den første avis skulle dumpe ned i brevkassen hos befolkningen, var længe en hemmelighed, hvor avisens chefredaktør David Trads blot fastholdte, at avisen ville udkomme "som planlagt", så snart "bladene falder af træerne". Den 24. august 2006 blev det så endeligt officielt, at premieredatoen blev fredag den 6. oktober 2006.

### Lukning
31. august 2008 kom det frem, at avisen lukker. I 2007 havde Nyhedsavisen et underskud på 334,7 millioner kroner, hvilket ville sige, at de tabte knap en million kr. om dagen i 2007. 
Ved lukningen nævnte chefredaktør Simon Andersen i et tv-interview et samlet underskud for projektet på omkring en milliard kroner.
Morten Lund, der overtog ejerskabet af Nyhedsavisen i januar 2008, skød efter eget udsagn over 100 millioner af sine egne midler ind i driften af Nyhedsavisen og var ved selskabets konkurs også i fare for at gå personligt konkurs.